# Hapoël Katamon Jérusalem
Ne doit pas être confondu avec Hapoël Jérusalem FC.
Maillots
Le Hapoël Katamon Jérusalem Football Club (en hébreu : מועדון כדורגל הפועל קטמון ירושלים), plus couramment appelé Hapoël Katamon Jérusalem ou simplement Hapoël Katamon, est un club israélien de football fondé en 2007 par des supporters en désaccord avec la direction du Hapoël Jérusalem.
Premier club israélien appartenant directement à ses supporters, il est un club ancré à gauche, combattant le racisme, et promouvant des actions sociales. Il « disparaît » en 2020 lorsque sa structure reprend la continuité du Hapoël Jérusalem, déclaré en faillite un an plus tôt.

## Histoire

### Débuts (2007-2009)
Le club est fondé en 2007 lorsque des supporters, agacés par la mauvaise gestion du Hapoël Jérusalem, décident de créer leur propre club entièrement possédé par ses fans. Cette décision est inspirée par des initiatives similaires ayant lieu quelques années auparavant à l'instar de celles menant à la création de l'AFC Wimbledon ou du FC United of Manchester.
Pour se faire, les supporters créent une structure baptisée Katamon Yazum. À l'initiative du journaliste Uri Sheradski, celle-ci émet des souscriptions de 1 000 shekels avec pour objectif d'obtenir un capital de 500 000 shekels. Cette structure va se rapprocher du Hapoël Mevaseret Zion/Abu Ghosh, un club issu en 2004 de la fusion entre l'Ironi Abu Ghosh, un club arabe, et le Hapoël Mevasseret Zion, un club juif, ce qui faisait de lui le premier club associant ouvertement les deux communautés[réf. nécessaire]. Le club prend le nom de Hapoël Katamon/Mevasseret Zion.
L'équipe, inscrite en 4e division, joue pour la première fois le 19 octobre 2007 devant une foule de 3 000 spectateurs et enchaîne rapidement cinq victoires consécutives ce qui lui permet d'occuper la tête de son championnat.
Si de nombreux supporters du Hapoël Jérusalem commencent à suivre le Hapoël Katamon, d'autres ne sont pas enthousiastes quant à l'existence de ce nouveau club.
Pendant deux saisons le club va continuer avec Mevasseret Zion. La première année, lors de la saison 2007-2008, l'équipe termine le championnat à la 2e place, échouant à un point de la promotion vers la division supérieure. Lors de la saison 2008-2009, l'équipe termine à la 7e place du championnat.
À l'issue de cette deuxième saison, l'organisme des supporters essaie en vain de racheter le Hapoël Jérusalem. Ils décident à l'issue d'un vote de se séparer du Hapoël Mevasseret Zion pour créer un nouveau club répondant pleinement à leurs objectifs d'autogestion et d'action sociale,.

### Second départ (2009-2012)
Le nouveau club, dirigé et possédé par ses seuls supporters, prend le nom de Hapoël Katamon Jérusalem. Il démarre son aventure en 5e division, soit le dernier échelon du football israélien.
Amir Gola, une ancienne gloire du Hapoël Jérusalem de 1989 à 2003, et ancien capitaine du club, sort de sa retraite sportive et retrouve les terrains pour soutenir le nouveau départ du club. Il devient le capitaine de la nouvelle équipe. Tout au long de la saison 2008-2009, le Hapoel Katamon maintient une avance constante sur ses poursuivants. Terminant premier de son championnat, l'équipe décroche la promotion en Bet Liga. Le dernier match de cette saison est joué devant une foule estimée à 4 000 spectateurs, une affluence record pour une rencontre de cinquième division.
Lors de la saison 2009-2010, l'équipe se renforce avec l'arrivée de nombreux nouveaux joueurs, notamment Shai Aharon, qui a été le capitaine du Hapoël Jérusalem pendant plusieurs années. La décision d'Aharon de rejoindre le club donne du crédit au Hapoël Katamon comme étant le « véritable » Hapoël Jérusalem.
À la fin de la saison 2010-2011, le Hapoël réussit encore une fois à être promu tout en étant sacré champion. L'équipe confirme son accession à la troisième division après une victoire 3-1 sur le Maccabi Sha'arayim.

### Deux fusions avortées (2013-2014)
À l'issue de la saison 2012-2013, le club obtient sa promotion en Liga Leumit, la deuxième division israélienne. À cette occasion, la mairie de Jérusalem essaie d'hâter une fusion avec le Hapoël Jérusalem : les deux équipes étant désormais toutes deux pensionnaires de deuxième division. Cette tentative n'aboutit pas.
En janvier 2014, un investisseur propose de racheter les deux clubs en son nom et de laisser le management de la structure à l'association des supporters du Hapoël Katamon : ceux-là déclinent cette offre à l'issue d'un vote où ils conviennent à 90 % des voix qu'une fusion ne sera envisageable que si leur association devient intégralement propriétaire du club.

### Un développement constant (2015-2019)
En août 2015, le club compte plus de 700 membres.

### Nouvel Hapoël Jérusalem (2020)
En 2019, les propriétaires du Hapoël Jérusalem jettent l'éponge. Le Hapoël Katamon saisit alors l'occasion de reprendre les droits d'image du club et devient ainsi quasi quinze ans après sa fondation l'« unique » et « véritable » Hapoël Jérusalem.

## Palmarès
| Championnats nationaux | Coupes nationales                                           |
| --- | ----------------------------------------------------------- |
| - Liga Alef (3e division) (2) : - Champion : 2013, 2015 - Liga Bet (4e division) (1) : - Champion : 2011 - Liga Gimel (5e division) (1) : - Champion : 2010 | - Coupe de la Ligue de 2e division (1) : - Vainqueur : 2019 |

## Identité du club

### Dénomination
Le club tire son nom du Hapoël Jérusalem, de l’organisation sportive Hapoël et de Katamon, quartier de Jérusalem où le club jouait des années 1950 à 1978.

### Supporters
Les supporters du club proviennent de divers horizons. Certains sont avant tout des opposants à la direction des années 2000 du Hapoël Jérusalem ou des habitants du quartier du club ; quand d'autres sont des syndicalistes ou d'anciens militants de l'opposition extra-parlementaire ayant notamment combattu la politique israélienne d'annexion envers Gaza et la Cisjordanie. Les supporters s'identifient dans les valeurs prônées par le club (anti-racisme, anti-fascisme, non-violence) et dans le fait qu'il soit la propriété de ses propres supporters. Bien que ne pouvant pas être considérés comme « révolutionnaires », les supporters utilisent des symboles et références liées à l'histoire du mouvement ouvrier comme la faucille et le marteau ou L'Internationale.

### Coexistence
Contrairement au Beitar Jérusalem, dans laquelle aucun joueur arabe n'a jamais joué, Hapoel Jérusalem a une longue tradition de grands joueurs arabes, tels qu'Ali Othman et Salman Amar, dont beaucoup viennent des quartiers arabes de Jérusalem. Contrairement aux fans de Beitar, les fans de Hapoel se définissent comme anti racistes. Ils sont actifs dans l’école bilingue « Yad be Yad », dans laquelle enfants arabes et juifs étudient ensemble. L'équipe possède de nombreux fans arabes, comme le populaire Sayed Kashua.

### Activités sociales
Les familles des fans forment une grande partie de la foule avec les membres du club. Le bar « Taklit » à Jérusalem est associé avec l'équipe, et gagne le titre de « bar officiel de l'équipe » pour la saison 2010/2011.
Les fans de l'équipe prennent part à diverses activités sociales, dans le cadre de ce qui est connu comme « l'Initiative sociale ». Aujourd'hui, le plus réussi de ces programmes est ce qu'on appelle « la ligue des quartiers », dans laquelle des élèves arabes et juifs de plusieurs quartiers jérusalémites représentent leur école et reçoivent de l'aide avec leurs devoirs d’école.

## Structures du club

### Stades
Après sa séparation d'avec le Hapoël Mevasseret Zion, l'équipe commence à jouer fin septembre 2009 au stade de l'Université hébraïque de Givat Ram à Jérusalem.

### Gouvernance
Le club est la propriété de ses supporters par l'intermédiaire d'une association à but-non lucratif dont les membres sont chargés d'administrer le club. Les membres paient une cotisation annuelle. L'association tient au moins deux assemblées générales chaque année et élit à l'origine trois dirigeants exécutifs tous les ans. Après une crise faisant suite à des difficultés financières en 2013, l'assemblée générale élit quatre dirigeants exécutifs qui sont accompagné par trois représentant de sponsors du club. En complément, un comité de surveillance est élu par les membres de l'association pour superviser l'action de la direction du club. Aucune de ces personnes n'est payée pour accomplir sa mission.